# Si tú te vas (canción de Enrique Iglesias)
«Si tú te vas» es el título de una baladainterpretada por el cantautor español Enrique Iglesias, tomado de su álbum debut de estudio homónimo Enrique Iglesias (1995). Se lanzó como el sencillo principal del álbum el 25 de septiembre de 1995 por la empresa discográfica Fonovisa. La canción fue escrita por Iglesias y co-escrita por Roberto Morales, producida por Rafael Pérez-Botija.

## Vídeo musical
El video musical del sencillo fue filmado en la ciudad de Nueva York, contó con la colaboración de la modelo estadounidense Lori Herbert y dirigido por Jon Small y ganó el premio Eres al mejor vídeo. El tema también ganó el Premio Eres a la mejor canción y el Premio Lo Nuestro.
Una versión italiana está también incluida en la distribución internacional del álbum.
El cantante también ganó un premio ASCAP por el sencillo en 1996.

## Desempeño en rankings
Debutó en la lista Hot Latin Tracks norteamericano en la posición 22 ascendiendo a la 6 en la semana siguiente, para alcanzar la 1 el 14 de octubre de 1995, posición que mantuvo durante 5 semanas.
También fue exitoso en México manteniéndose en la primera posición durante ocho semanas.
| Lista (1995/1996)                             | Máxima posición |
| --------------------------------------------- | --------------- |
| Ultratop Bélgica (Flandes)                    | 6               |
| Ultratop Bélgica (Valonia)                    | 8               |
| French Singles Chart                          | 21              |
| U.S. Billboard Hot Latin Tracks               | 1 (8 semanas)   |
| U.S. Billboard Latin Pop Airplay              | 1 (2 semanas)   |
| U.S. Billboard Latin Regional Mexican Airplay | 3               |
| U.S. Billboard Latin Tropical/Salsa Airplay   | 6               |

### Sucesión en las listas
| Predecesor: Abriendo puertas de Gloria Estefan | U.S. Billboard Hot Latin Tracks — Sencillo N°. 1 (Primera vuelta) 2 de diciembre de 1995 - 5 de enero de 1996 | Sucesor: Más allá de Gloria Estefan |
| Predecesor: Más allá de Gloria Estefan         | U.S. Billboard Hot Latin Tracks — Sencillo N°. 1 (Segunda vuelta) 13 de enero de 1996 - 2 de febrero de 1996  | Sucesor: Amor de Cristian           |

| Predecesor: Más allá de Gloria Estefan | U.S. Billboard Latin Pop Airplay — Sencillo N°. 1 20 de enero de 1996 - 2 de febrero de 1996 | Sucesor: Amor de Cristian |

## Créditos y Personal
- Arreglos: Rafael Pérez Botija
- Teclados y programación: Rafael Pérez Botija
- Órgano Hammond: Robbie Buchanan
- Bajo: Scott Alexander
- Batería: Greg Bissonette
- Guitarras: George Doering y Michael Landau
- Percusión: Luis Conte
- Coros: Carlos Murguía, Francis Benitez, Kenny O'Brian, Leyla Hoyle